# زوران زائيف
زوران زائيف (بالمقدونية: Зоран Заев) وهو سياسي مقدوني يشغل منصب رئيس وزراء مقدونيا.

## روابط خارجية
- زوران زائيف على موقع مونزينجر (الألمانية)